# トイナク
トイナク（Toyinaq, ? - 1328年）は、大元ウルスに仕えた将軍・政治家。『元史』などの漢文史料では脱因納(tuōyīnnà)、『集史』などのペルシア語史料ではطوینه(ṭūīnah)と記される。

## 概要
トイナクはクビライの治世後半から大元ウルスに仕え始め、ナヤンの乱鎮圧戦に従軍したことが記録されている。クビライの後を継いだオルジェイトゥ・カーン(成宗テムル)の治世に入ると、カーンに売却された宝飾品の価格を巡る贈賄事件に巻き込まれた。この事件は『元史』に記載がなく『集史』「テムル・カーン紀」にのみ記されるもので、中書省のダーシュマン丞相以下政府の高級官僚たちが多数逮捕・拘禁されたがチベット仏教僧のタムパ・バクシのとりなしによって釈放されたという。
その後、復職したトイナクはオルジェイトゥ・カーンの治世において1303年(大徳7年)に欽察衛親軍千戸所ダルガチ・武徳将軍、1304年(大徳8年)に太僕少卿を、1306年(大徳10年)に阿児魯軍万戸府ダルガチ及び中奉大夫・太僕少卿を、それぞれ歴任した。その後も甘粛行尚書省参知政事、太僕卿、阿児魯万戸府襄陽漢軍ダルガチ、甘粛行中書右丞、通政使を務めた。
1328年(致和元年/天順元年/天暦元年)、天暦の内乱が起こるとトイナクは大都派についたため、上都派の首魁ダウラト・シャーによって殺されてしまった。内乱終結後、大都派によって擁立されたトク・テムルはトイナクを冀国公に追封してその忠義を讃えた。トイナクにはディントン(定童)とジルカラン(只児哈朗)という息子があり、ディントンがトイナクの地位を継いで阿児魯万戸府襄陽万戸府漢軍ダルガチとなった。